# Campanula pinnatifida
Campanula pinnatifida är en klockväxtart som beskrevs av Hub.-mor. Campanula pinnatifida ingår i släktet blåklockor, och familjen klockväxter.
Artens utbredningsområde är Turkiet.

## Underarter
Arten delas in i följande underarter:
- C. p. germanicopolitana
- C. p. pinnatifida
- C. p. robusta